# گلوخوفسکایا
گلوخوفسکایا (به لاتین: Glukhovskaya) یک منطقهٔ مسکونی در روسیه است که در باشقیرستان واقع شده‌است.